# Eleição municipal de João Pessoa em 1947
A eleição de 1947 em João Pessoa[carece de fontes?] foi realizada em 12 de outubro de 1947, assim como nas demais cidades brasileiras, em paralelo com as eleições para governadores, senadores e deputados federais e estaduais. Foi a primeira eleição direta realizada na capital paraibana, que era administrada desde 1895 por intendentes, interventores prefeitos nomeados pelo governo da Paraíba.
Oswaldo Pessoa (PSD), irmão do ex-governador João Pessoa e sobrinho do ex-presidente brasileiro Epitácio Pessoa, foi eleito com 6.678 votos, apenas 272 a mais que seu principal rival, Luiz Gonzaga de Oliveira Lima (UDN). Boto de Menezes (PR) e Giácomo Zácara (PRP) foram os menos votados, com 1.191 e 391 votos.
Houve ainda uma eleição para vice-prefeito, onde Jocelino Molla (PSD) levou a melhor, com 6.580 votos, contra 6.167 de Vasco de Toledo (UDN).
Para a Câmara Municipal, foram eleitos 8 vereadores da UDN, 3 do PSD e um do PSB.

## Resultados

### Prefeito
| 12 de outubro de 1947   | 12 de outubro de 1947   | 12 de outubro de 1947 | 12 de outubro de 1947 |
| Candidato               | Votação                 | Votação               |                       |
| Candidato               | Total                   | Porcentagem           |                       |
| ----------------------- | ----------------------- | --------------------- | --------------------- |
| Oswaldo Pessoa (PSD)    | 6.678                   | 45,56%                |                       |
| Oliveira Lima (UDN)     | 6.406                   | 43,71%                |                       |
| Boto de Menezes (PR)    | 1.191                   | 8,13%                 |                       |
| Giácomo Zácara (PRP)    | 381                     | 2,60%                 |                       |
| Total de votos válidos  | Total de votos válidos  | 14.656                | 100,00%               |
| Votos apurados          |                         |                       |                       |
| Votos válidos           | Votos válidos           | 14.656                |                       |
| Votos em branco         |                         |                       |                       |
| Votos nulos             |                         |                       |                       |
| Total de votos apurados | Total de votos apurados | 14.656                | 100,00%               |
| Eleitores               |                         |                       |                       |
| Comparecimento          |                         |                       |                       |
| Abstenções              |                         |                       |                       |
| Total de eleitores      |                         |                       |                       |

### Vice-prefeito
| 12 de outubro de 1947       | 12 de outubro de 1947   | 12 de outubro de 1947 | 12 de outubro de 1947 |
| Candidato(a)                | Votação                 | Votação               |                       |
| Candidato(a)                | Total                   | Porcentagem           |                       |
| --------------------------- | ----------------------- | --------------------- | --------------------- |
| Jocelino Molla (PSD)        | 6.580                   | 48,12%                |                       |
| Vasco de Toledo (UDN)       | 6.167                   | 45,10%                |                       |
| Antonio Mendes Ribeiro (PR) | 699                     | 5,11%                 |                       |
| Angelico de Miranda (PRP)   | 228                     | 1,67%                 |                       |
| Total de votos válidos      | Total de votos válidos  | 13.674                |                       |
| Votos apurados              |                         |                       |                       |
| Votos válidos               | Votos válidos           | 13.674                |                       |
| Votos em branco             |                         |                       |                       |
| Votos nulos                 |                         |                       |                       |
| Total de votos apurados     | Total de votos apurados | 13.674                | 100,00%               |
| Eleitores                   |                         |                       |                       |
| Comparecimento              |                         |                       |                       |
| Abstenções                  |                         |                       |                       |
| Total de eleitores          |                         |                       |                       |

## Vereadores eleitos
| Candidato eleito      | Partido | Votação | Porcentagem | Cidade onde nasceu | Unidade federativa  |
| Cabral Batista        | UDN     | 958     | 6,40%       | Natal              | Rio Grande do Norte |
| Napoleão Laureano     | UDN     | 941     | 6,28%       | Natuba             | Paraíba             |
| Mário da Gama e Melo  | PSD     | 668     | 4,46%       | João Pessoa        | Paraíba             |
| José Lopes da Silva   | PSD     | 656     | 4,38%       |                    |                     |
| Janson Guedes         | PSD     | 656     | 4,38%       |                    |                     |
| Ranulfo Oliveira Lima | UDN     | 591     | 3,95%       |                    |                     |
| Damásio Franca        | UDN     | 565     | 3,77%       |                    |                     |
| Orlando Moura         | UDN     | 558     | 3,73%       |                    |                     |
| Miguel Bastos         | UDN     | 555     | 3,71%       | Mamanguape         | Paraíba             |
| José Betânio          | UDN     | 539     | 3,60%       |                    |                     |
| José Clementino       | PSB     | 535     | 3,57%       |                    |                     |
| Henrique Bernardo     | UDN     | 411     | 2,74%       |                    |                     |